# Pedro Albajar Viñas
Pedro Albajar Viñas (Campinas, São Paulo, Brasil, 1965) é um médico brasileiro e espanhol, arraigado familiarmente em Catalunha. É investigador especialista em medicina tropical, técnico do Departamento de Controle de Doenças Tropicais Negligenciadas da Organização Mundial da Saúde (OMS) em Genebra e responsável do programa de controle da Doença de Chagas da OMS.

## Biografia
Pedro Albajar tem dupla nacionalidade, brasileira e espanhola. Nasceu em Brasil a raiz de que seus pais, de Caldes de Montbui (Catalunha), se transladaram para a abertura de uma fábrica de uma importante empresa catalã. Viveu seus anos de infância em Brasil, ainda que a maior parte de sua  juventude  e formação passou-a em Catalunha. Ingressou na Escolania de Montserrat entre o 1975 e 1979 (da mesma forma que outros três irmãos seus), e é irmão da abadessa da comunidade de Sant Benet de Montserrat, Maria del Mar Albajar Viñas.
É membro de Caldes Solidária e vice-presidente da ONG NeAc (Núcleo de estudos para o Amazonas de Catalunha) que colabora em vários projetos de desenvolvimento em Brasil. O 2010 recebeu o prêmio de Cooperação Internacional para o Desenvolvimento Humano do Conselho Comarcal do Vallès Oriental.

## Formação
Estudou medicina na Universitat de Barcelona, onde finalizou a licenciatura o 1990. Imediatamente iniciou formação específica para trabalhar em comunidades da área tropical. Realizou cursos de formação sobre cooperação para o desenvolvimento organizado pela Fundação CIDOB e o Ministério de Assuntos exteriores (1990), e sobre cultura indígena (“Antropologia, Etnologia, História, Legislação, e a religião das culturas indígenas de América”) organizado por Conselho Indigenista Missionário de Rondônia, em Porto Velho, Rondônia, Brasil (1994). O 1993 obteve o Diploma em Medicina tropical pela Universitat de Barcelona e o 1996 o Diploma of Tropical Medicine & Hygiene a The Royal College of Physicians e o Master Science course Infection & Health in the Tropics da London School of Hygiene and Tropical Medicine, Universidade de Londres. Doutorou-se em Medicina Tropical em 2003 no Instituto Oswaldo Cruz, Fundação Oswaldo Cruz. Tem sido professor convidado, entre outros, da Universitat de Barcelona e da Universitat Autònoma de Barcelona, investigador visitante da Fundação Oswaldo Cruz, Assessor técnico de Médicos Sem Fronteiras e Consultor da Organização Pan-americana da Saúde.

## Primeiros anos de trabalho em Amazonia
De 1993 a 1995 teve sua primeira experiência de trabalho na Região Sul da Amazônia. Esteve durante dois anos num hospital rural, no Estado de Rondônia (Brasil), numa comunidade rural, onde atendia, ele só, um serviço de pré-natal e obstetrícia, realizava a atenção materno-infantil e ao mesmo tempo formava aos trabalhadores da saúde, atendia meninos com lesões cerebrais e realizava assistência e educação para a saúde a toda a comunidade. Durante sua estadia em Rondônia, o 1995, coordenou seu primeiro projeto de cooperação em colaboração com o Vallès Oriental, o projeto "Filtros de água", com o qual se destinaram 629.080 ptas. para adquirir 520 filtros de potabilização de água. O trabalho foi financiado pelas paróquias de Santa Eulàlia e Caldes de Montbui e por Caldes Solidária.
De 1999 a 2007 trabalhou na Fundação Oswaldo Cruz (FIOCRUZ), pesquisando sobre a doença de Chagas. Para levar a cabo este trabalho deslocou-se às comunidades de Rio Negro, em plena selva amazônica, tomando como base a cidade de Barcelos. Em Barcelos, além de seu trabalho científico, impulsionou vários projetos de desenvolvimento. Algum destes são: "Farmácia Caseira Comunitária Ternura dá Naturaza", em 2000 (reforma e renovação da farmácia comunitária e capacitação de agentes de saúde); "Amazonas e Vida - Saúde-Meio Ambiento-Cidadania", em 2001 (edição de pequenos livros sobre alimentação natural, fitoterapia e manual de saúde para as mulheres); projetos ASIBA, de 1999 a 2005, onde jogou um papel fundamental na criação da Associação Indígena de Barcelos (ASIBA), desde formação para seus dirigentes até projetos de produção agrícola, com o apoio das ONG Caldes Solidária e NeAc, e com a colaboração da Universidade Politécnica de Catalunha. O principal objetivo deste projeto é a luta pelo resgate da identidade e cidadania indígena, e o desenvolvimento de alternativas econômicas que preservem o meio natural. Também de 2001 a 2009, foi um dos responsáveis pelo desenvolvimento do Plano de Saúde do Parque Nacional de Jaú, com o apoio de organizações não governamentais, onde vive uma população bastante isolada, sem praticamente serviços.

## Trabalho actual na OMS
Desde 2008 trabalha para a Organização Mundial da Saúde, com sede em Genebra, como coordenador da luta contra a doença de Chagas, impulsionando um programa a nível mundial. Graças a seu trabalho de doutorado converteu-se num dos cientistas mundiais mais reconhecidos sobre a Doença de Chagas, uma doença que faz parte das chamadas Doenças negligenciadas, doenças que causam estragos entre a população mais empobrecida do planeta, contra as quais tem tido pouca ou nula investigação.